# Воронянский, Леонид Христофорович
Леонид Христофорович Воронянский (1893—1941) — капитан Рабоче-крестьянской Красной Армии, участник Гражданской и Великой Отечественной войн, дважды Краснознамёнец (1923, 1924).

## Биография
Леонид Воронянский родился в 1893 году в городе Хотин (ныне — Черновицкая область Украины). Служил в царской армии, участвовал в боях Первой мировой войны. В 1918 году пошёл на службу в Рабоче-крестьянскую Красную Армию. Участвовал в боях Гражданской войны в составе Отдельной кавалерийской бригады под командованием Григория Ивановича Котовского, командовал взводом 1-го Бессарабского кавполка, затем был помощником командира эскадрона 1-го кавалерийского полка. Неоднократно отличался в боях.
Отличился во время Хотинского восстания. Приказом Революционного Военного Совета Республики № 202 в 1923 году командир взвода Леонид Воронянский был награждён орденом Красного Знамени РСФСР.
Вторично отличился во время подавления крестьянского восстания на Тамбовщине под предводительством Александра Антонова. Приказом Революционного Военного Совета Республики № 335 в 1924 году помощник командира эскадрона Леонид Воронянский вторично был награждён орденом Красного Знамени РСФСР.
После окончания Гражданской войны Воронянский продолжил службу в Рабоче-крестьянской Красной Армии. Первоначально продолжал службу в составе бригады Котовского. В 1934 году окончил отделение конных техников курсов усовершенствования командного состава. Позднее служил в составе 148-го кавалерийского полка 34-й кавалерийской дивизии. С начала Великой Отечественной войны — на её фронтах, в звании капитана командовал батальоном 27-го стрелкового полка 7-й стрелковой дивизии Юго-Западного фронта. В августе 1941 года вместе со своим полком оказался в окружении, пропал без вести в одном из тех боёв.